# 정선 필 해악전신첩
정선 필 해악전신첩(鄭敾 筆 海嶽傳神帖)은 대한민국 서울특별시 성북구, 간송미술관에 있는, 정선(鄭敾, 1676-1759) 특유의 다양한 필묵법과 옅은 청록색의 선염법이 고른 수준으로 능숙하게 구사되어 금강산의 진면모를 유감없이 드러낸 대표작이다. 2017년 12월 26일 대한민국의 보물 제1949호로 지정되었다.

## 개요
정선 필 <해악전신첩>은 정선(鄭敾, 1676-1759) 특유의 다양한 필묵법과 옅은 청록색의 선염법이 고른 수준으로 능숙하게 구사되어 금강산의 진면모를 유감없이 드러낸 대표작이다. 정선이 72세가 되는 1747년에 그린 만년작으로, 노년의 무르익은 필치가 집약되어 있어서 금강산 그림 중에서 독보적인 위상을 차지하고 있다. 총 38폭 중 산수화가 21폭, 나머지는 제목, 서문, 시문, 발문 등으로 구성되어 있다. 그림마다 당대의 명사인 김창흡(金昌翕, 1653-1722)과 이병연(李秉淵, 1671-1751)의 시가 수록되어 있고 장첩 경위를 알 수 있는 서발문까지 갖추어진 화첩으로서 완전성 면에서도 가치를 부여할만하다. 정선의 이른 시기 진경산수화풍을 보여주는 금강산 그림인 <풍악도첩>(1711년)이 보물 제1875호로 지정되어 있으나 이 <해악전신첩> 역시 정선 만년의 진경산수화풍을 대표하는 금강산 그림으로서 예술적․학술적․역사적 가치가 매우 높다.

## 참고 자료
- 정선 필 해악전신첩 - 국가유산청 국가유산포털